# Karl Neumann (Astronom)

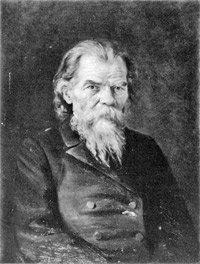
Karl Neumann

Karl Karlowitsch Neumann (russisch Карл Карлович Нейман; * 18. November 1839 in Mitau; † 20. Oktober 1887 in Riva del Garda) war ein deutsch-baltisch-russischer Astronom und Forschungsreisender.

## Leben
Neumann, Sohn eines Rigaer Bürgermeisters, studierte an der Physikalisch-Mathematischen Fakultät der Kaiserlichen Universität Dorpat. Nach dem Abschluss des Studiums wurde er im Pulkowo-Observatorium angestellt.
In den 1850er Jahren wurde Neumann nach Peking geschickt, um das Observatorium von Peking zu leiten. Auf dem Weg dorthin traf er in Krasnojarsk Apotheker aus seiner Heimat, mit denen er großartig feierte. Daraus entwickelte sich ein längerer Aufenthalt, sodass er schließlich mittellos nach Irkutsk ging, um als Apotheker seinen Lebensunterhalt zu verdienen.
Dann wurde Neumann Mathematik-Lehrer des Irkutsker Progymnasiums und später Inspektor dort. Er kam in Kontakt mit Mitgliedern der Sibirischen Abteilung der Kaiserlichen Russischen Geographischen Gesellschaft (RGO), die ihn bei der Lösung von Aufgaben der Gesellschaft einbezogen. 1868 wurde er Mitglied der Sibirischen Abteilung der RGO.
Neumann nahm an der von der Sibirischen Abteilung der RGO organisierten und von dem Geographen Gerhard Baron von Maydell (1835–1894) geleiteten Tschuktschen-Expedition 1868–1869 teil, die den Einfluss Russlands in den östlichen Grenzgebieten verstärken und die Tschuktschen in die russische Staatsbürgerschaft aufnehmen sollte. Neumann führte die astronomischen, magnetischen und meteorologischen Messungen durch. Zur Expedition gehörten neben Maydell und Neumann der Topograf P. Afanasjew, der Feldscher N. Antonowitsch und vier Kosaken.
Die Expedition reiste zunächst nach Werchojansk an der Jana, wo Neumann seine Messungen durchführte. Maydell eilte dann voraus nach Srednekolymsk an der Kolyma, das er im Dezember 1868 erreichte. Neumann leitete die Expeditionskarawane und kam im Januar 1869 dort an, um zu überwintern. Während der Überwinterung gelangte Maydell nach Nischnekolymsk (Nischnekolymski ulus), wo die Expedition ursprünglich überwintern sollte, und zur Festung Anjui am Kleinen Anjui mit Rückkehr nach Srednekolymsk. Im Februar 1869 versuchte Neumann mit Anfanasjew entlang  der Kolyma zu den Medweschji-Inseln im Kolyma-Golf der Ostsibirischen See zu gelangen, was durch einen Schneesturm verhindert wurde.
Im März 1869 brach die Expedition nach Nischnekolymsk und zur  Festung Anjui auf und kam zum Tschuktschen-Lager in der Nähe der Festung. Im April 1869 machte sich die Expedition auf den Weg über die Wasserscheide zwischen Kleinem und Großen Anjui zur Anadyr-Mündung. Neumann gelang der zweite Versuch, mit Booten die Medweschji-Inseln zu erreichen, Messungen durchzuführen, Proben zu nehmen und zum Kap Bolschoi Baranow zurückzukehren. Der Weg der Expedition über das Gebirge war sehr mühselig, und Neumann litt unter der Kälte. Das Angebot eines der begleitenden Tschuktschen, ihm eine Pelzbekleidung mit nur einer Öffnung fürs Atmen und Essen anzufertigen. lehnte er ab. Mitte August kamen sie an der Anadyr-Mündung an. Im September verließen sie den Anadyrgolf. Während Maydell von Markowo auf dem Anadyr nach Gischiginsk fuhr, zog Neumann mit Hunden unter Gefährdung seines Lebens durch das Hochland von Tschukotka nach Nischnekolymsk, wo er im Dezember 1869 ankam. Die Expedition endete in Jakutsk.
Während einer Expedition in der Umgebung des Baikalsees prospektierte Neumann Lasurit-Lagerstätten und erstellte die geologischen Karten. Nomadische Burjaten erzählten ihm, dass sie neue Lagerstätten an der Südgrenze der Kyren-Region entdeckt hätten. Darauf machte er sich 1871 mit Genehmigung des Generalgouverneurs mit den Wissenschaftlern Aleksander Czekanowski, Benedykt Dybowski, Wiktor Godlewski, Ferdinand Miller und dem Landschaftsmaler Wronski auf den Weg dorthin. Neumann führte viele astronomische Ortsbestimmungen bis hin zum Nordende des Chöwsgöl Nuur durch und bestimmte trigonometrisch die Höhe des Munku Sardyk.
Im folgenden Jahr reiste Neumann für die Lasurit-Prospektion mit Czakanowski, Butyrkin und Miller von Kultuk (Gouvernement Irkutsk) über den Chamar-Daban bis nach Staraja Sneschnaja. Für die Ostsibirische Abteilung der RGO führte er 1873–1875 die Geschäfte.
Als amerikanische Goldsucher an der Küste der Tschuktschen-Halbinsel Gold entdeckten, wurden 1875 zwei russische Kreuzer zur Überwachung der Küste dorthin geschickt. Der Vorsitzende der Sibirischen Abteilung der RGO hatte vorgeschlagen, ein Mitglied der Sibirischen Abteilung mitzuschicken, wofür Neumann ausgewählt wurde. Zu seinen Aufgaben gehörten die Bestimmung der Geographischen Längen von Petropawlowsk und Nowo-Archangelsk, eine Fahrt zur Wrangelinsel nach Möglichkeit, magnetische Messungen, Untersuchung der Meeresströmungen in der Beringstraße, barometrische Messungen auf dem Weg von Wladiwostok zum Arktischen Ozean und das Anlegen von naturkundlichen Sammlungen.
Im April 1875, als die Schifffahrt auf dem Amur und Ussuri wieder begann, reiste Neumann von Irkutsk nach Wladiwostok. Auf dem Segel-Schrauben-Klipper der Baltischen Flotte Hajdamak verließ er im Juni Wladiwostok und fuhr über Hakodate, Petrowawlowsk zum Anadyrgolf. Nach Passieren der Kreuz-Bucht, der Sankt-Lorenz-Insel und der Beringstraße erreichte er im August den Arktischen Ozean. Das Meer war eisfrei, aber wegen Kohlemangels war die Fahrt zur Wrangelinsel ausgeschlossen. Auf der Rückreise besuchte er die Kommandeurinseln. An der Sankt-Lorenz-Insel hatte der Klipper ein amerikanisches Schiff bei verbotenem Handel abgefangen. Auf Anweisung wurde das Schiff freigegeben, aber der Kapitän wurde gezwungen, die Walross-Stoßzähne und -Felle an die Tschuktschen zurückzugeben. Im Oktober 1875 wurde Neumann aus Wladiwostok in japanische Häfen geschickt, um Shanghai, Tianjin and Peking zu besuchen und dann durch die Mongolei nach Irkutsk zurückzukehren. Die Ergebnisse der Expeditionen und Untersuchungen beschrieb er in vielen Veröffentlichungen.
Als Neumann damals für die Reise nach Peking Dorpat verlassen natte, ließ er seine Verlobte zurück. Als er nach 20 Jahren aus Sibirien zurückkehrte, heirateten sie und lebten später mehrere Jahre lang auf den Borromäischen Inseln des Lago Maggiore.
Nach Neumann wurde eine Bucht in der Anadyr-Mündung benannt.